# 听小骨
中耳內有三塊聽小骨（ossicles、auditory ossicles）位于鼓室中，都是依其形狀來命名的：
- 槌骨（Malleus）
- 砧骨（Incus）
- 鐙骨（Stapes）

## 结构
排列方式：槌骨相連在砧骨上，砧骨相連在鐙骨上，即鐙骨與砧骨相連而砧骨的另一段與槌骨相連。
槌骨將力傳遞到卵圓窗，后者连接着耳前庭、耳蝸。這三塊聽小骨構成一個序列力學系統，通過槓桿原理來放大聲音的作用力。其主要目的是實現空氣和耳蝸內液體之間的阻抗匹配。

## 功能
空氣中的音波傳至外聽道末端時，引起鼓膜上壓力改變，鼓膜因而前後震動，複製聲源，而附著於鼓膜上的槌骨亦隨之震動，震動再經砧骨傳至鐙骨，镫骨另一端與卵圓窗相連，振動時可引起內耳液體的運動，進而刺激內耳的聽覺受器。
回饋機制：三塊聽小骨之間的排列猶如槓桿系統，具有放大聲波或降低聲波的功能。當聲音過大或過小時可經由聽骨肌的控制。調整三個聽小骨間的相對位置。以調節進入內耳的能量多寡。
1.聽骨肌收縮時，三個小骨較分離，聲波音量減弱
2.聽骨肌舒張時，三個小骨較靠近，聲波音量增強

## 附加圖片

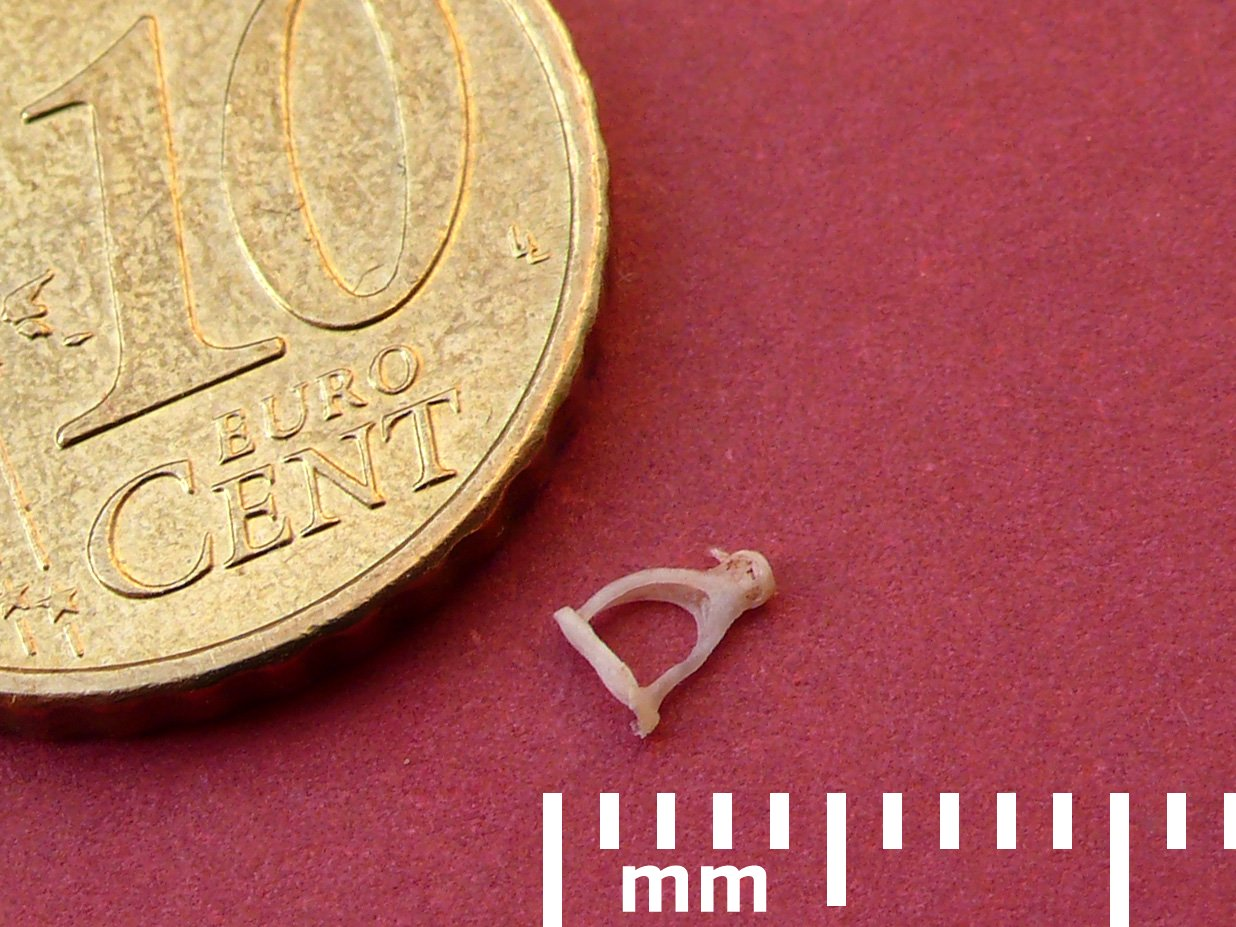
镫骨和10歐分硬幣
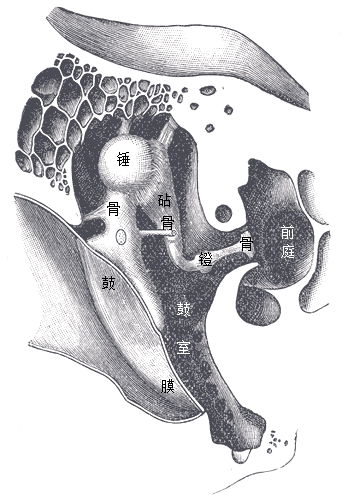
耳小骨鏈及其韌帶，由前方看鼓室的垂直橫切面
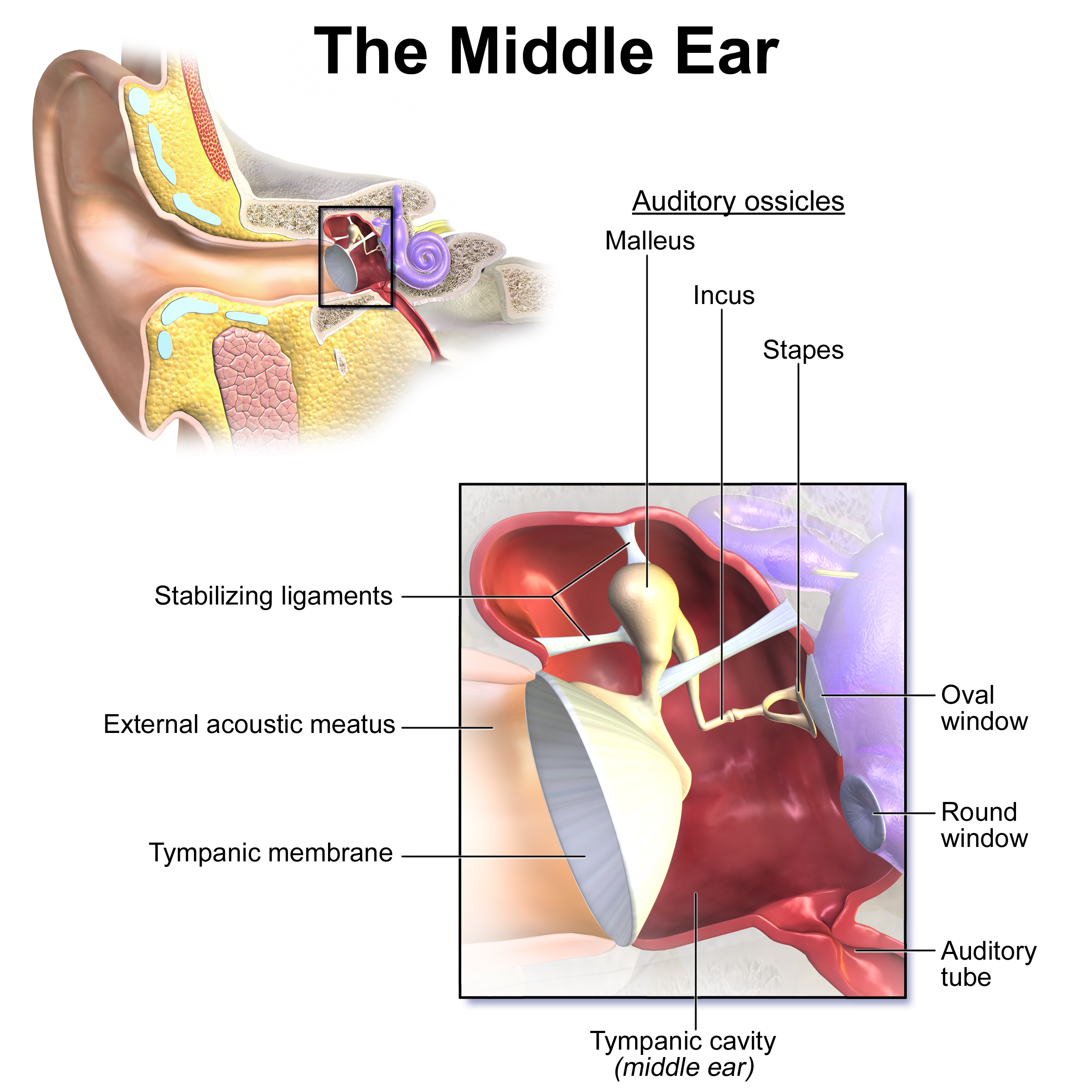
中耳聽小骨圖